# Mercedes Gaibrois de Ballesteros
Mercedes Gaibrois Riaño (París, 18 de septiembre de 1891-Madrid, 25 de enero de 1960), más conocida como Mercedes Gaibrois de Ballesteros, fue una escritora, erudita e historiadora colombiana nacionalizada española. Especializada en el estudio de personajes de los siglos XIII y XIV, con su obra Historia del reinado de Sancho IV de Castilla (1922-1928, 3 volúmenes) obtuvo el Premio Duque de Alba; y dado que según la tradición académica los autores así laureados eran elegidos miembros de la misma, el 24 de febrero de 1935 se convirtió en la primera mujer en ocupar un sillón en la Real Academia de la Historia.

## Biografía
Mercedes Gaibrois Riaño nació el 18 de septiembre de 1891 en París, Francia, en el seno de una familia de clase alta colombiana. Era hija única del diplomático José Trinidad Gaibrois, embajador colombiano en París y encargado de Negocios en Madrid aficionado a la geografía histórica y fundador de la revista Colombia Ilustrada (1889-1892) y de Soledad Riaño y Ruiz, procedente de una antigua familia criolla de Bogotá. Su abuelo paterno era un médico suizo director del Hospital de Bogotá, y una de sus bisabuelas era inglesa, mientras que durante generaciones el resto de sus ascendientes nacieron y vivieron en Colombia.
Sus primeros años los repartió entre París y Bogotá donde realizó sus primeros estudios. Fue autodidacta sin formación universitaria y recibió clases en su casa con profesoras particulares, entre ellas Soledad Acosta de Samper y la historiadora colombiana Herminia Gómez Jaime de Abadía.
Su primer interés fue la pintura y fue premiada por sus trabajos en la Escuela Colombiana de Bellas Artes.
A la muerte de su padre viajó por Italia y España con su madre.Su estancia en Sevilla fue clave para que se inclinara definitivamente por el estudio de la Historia. En 1910 contrajo matrimonio con el historiador hispano-italiano Antonio Ballesteros Beretta (1880-1949), Conde de Beretta, por entonces catedrático de la Universidad de Sevilla. Ambos se especializaron en el estudio de la historia española de los siglos XIII y XIV, compartieron investigaciones y crearon una escuela de historiadores. Tuvieron dos hijos: el también historiador Manuel Ballesteros Gaibrois (1911-2002) catedrático de Historia de América de la Universidad Complutense de Madrid y la periodista y escritora Mercedes Ballesteros Gaibrois (1913-1995).
Falleció en Madrid en enero de 1960 con 68 años. Su legado permaneció en sus estudios históricos y en la obra investigadora de su hijo Manuel Ballesteros Gaibrois.

### Primera académica en la Real Academia de la Historia

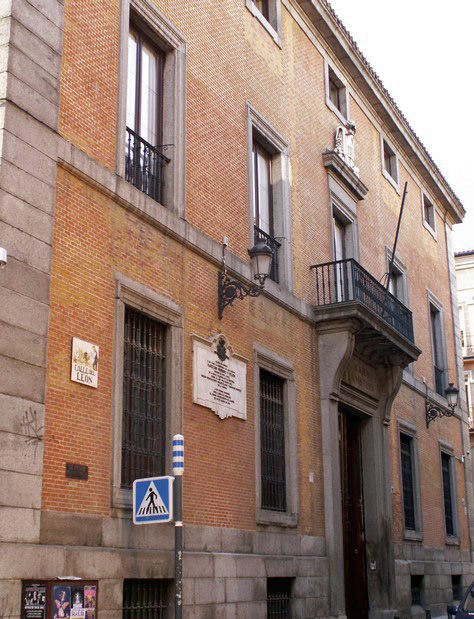
Sede de la Real Academia de la Historia, en la que Mercedes fue académica.

Con su obra Historia del reinado de Sancho IV de Castilla (1922-1928), publicada en 3 volúmenes, obtuvo el Premio Duque de Alba otorgado por la Real Academia de la Historia y dado que según la tradición académica los autores así laureados eran elegidos miembros de la misma, se convirtió en la primera mujer académica. El 13 de diciembre de 1932 fue propuesta por Ramón Menéndez Pidal, Elías Tormo y Rafael Altamira para ocupar la medalla 9, vacante por fallecimiento de Manuel Serrano Sanz. Su ingreso en la Real Academia de la Historia se produjo el 24 de febrero de 1935, cuando leyó el discurso Un episodio de la vida de María de Molina.
También fue correspondiente de la Academia de Buenas Letras de Barcelona y de la Sociedad de Americanistas de París. En 1933 fue condecorada por Colombia con la Orden de Bogotá. Al ser recibida por primera vez por una mujer fue precisa una reforma de sus estatutos y un acuerdo especial del Parlamento. 
El 9 de diciembre de 1949, tras el fallecimiento de su marido, le sucedió como bibliotecaria perpetua de la Real Academia de la Historia.
En 1950 fue Presidenta de la comisión internacional de Ciencias Históricas de París celebrado del 28 de agosto al 3 de septiembre.
En 1955 fue representante de la Real Academia de Historia en el X Congreso Internacional de Ciencias Históricas.

## Obra
La publicación de su obra Historia del reinado de Sancho IV de Castilla  por la que obtuvo el premio Duque de Alba concedido por la Real Academia de la Historia representó un hito en la investigación histórica de España. Fue una obra monumental que contribuyó en gran manera a clarificar la historia de España en la Edad Media. Para su investigación visitó 134 archivos en 90 ciudades españolas. En el Archivo de la Corona de Aragón consultó 15.000 documentos
En su libro Tarifa y la política de Sancho IV el Bravo recuperó las figuras de Juan Mathé de Luna y Fernán Pérez Maimón  almirantes de Castilla decisivos en la defensa de Tarifa.
Su obra contribuyó a revalorizar la personalidad histórica de Guzmán el Bueno y es también un referente su publicación sobre María de Molina (1936 y 1967).

## Publicaciones
- Tarifa y la política de Sancho IV el Bravo  (1919)
- Historia del reinado de Sancho IV de Castilla (1922-1928, 3 volúmenes)
- Roma después de la muerte de Bonifacio VIII, en colaboración con H. Finke.[2]
- María de Molina (1936) y María de Molina, tres veces reina (2ª edición, 1967)
- Breve historia de España (1940)
- Ensayos históricos (1941)
- Isabel la Católica
- Guzmán el Bueno y Juan Mathé de Luna en la defensa de Tarifa
- Una monja y un rey
- Los testamentos inéditos de don Juan Manuel
- La reina doña Mencía
- Anakaona
- Las cuatro esposas de Felipe el Prudente
- Dos infantas de Aragón
- El último soldado de Bolívar
- Fiestas de Madrid en la coronación de San Isidro
- Presencia de la mujer en la conquista de América
- Vida y obra de Fray Bernardino de Sahagún

## Reconocimientos
- Premio Duque de Alba concedido por la Real Academia de la Historia.
- La Biblioteca Pública de Tarifa (Cádiz) lleva su nombre en reconocimiento a sus investigaciones.[6]